# Lake Butler (comtat de Union)
Lake Butler és una població dels Estats Units, seu del comtat de Union, a l'estat de Florida. Segons el cens del 2000 tenia 1.927 habitants.

## Demografia
Segons el cens del 2000, Lake Butler tenia 1.927 habitants, 723 habitatges, i 508 famílies. La densitat de població era de 432,6 habitants/km².
Per edats la població es repartia de la següent manera: un 33,6% tenia menys de 18 anys, un 10,6% entre 18 i 24, un 25,2% entre 25 i 44, un 18,8% de 45 a 60 i un 11,8% 65 anys o més.
L'edat mediana era de 30 anys. Per cada 100 dones de 18 o més anys hi havia 79,3 homes.
La renda mediana per habitatge era de 25.347 $ i la renda mediana per família de 29.000 $. Els homes tenien una renda mediana de 26.951 $ mentre que les dones 20.814 $. La renda per capita de la població era de 14.174 $. Entorn del 22,3% de les famílies i el 25,6% de la població estaven per davall del llindar de pobresa.

## Poblacions més properes
El següent diagrama mostra les poblacions més properes.